# Orde van Danilo

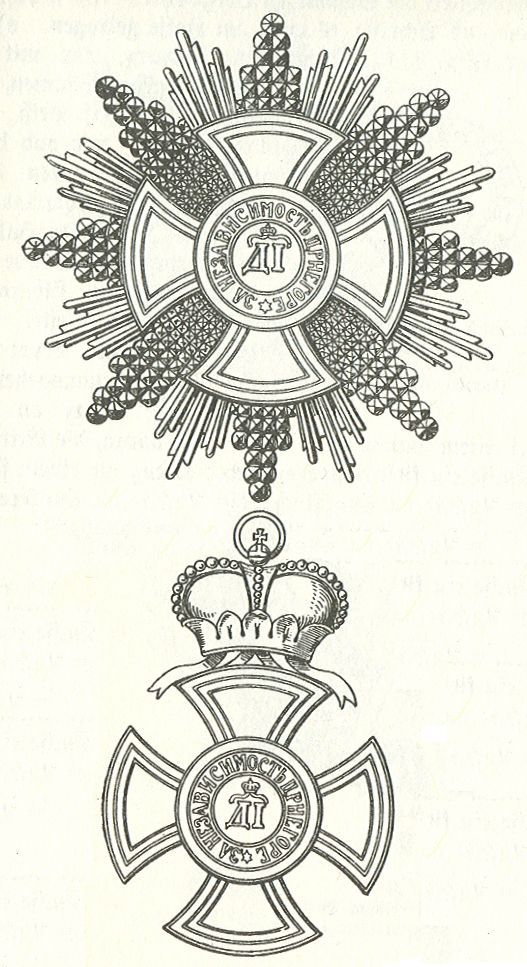
Ster en grootkruis.

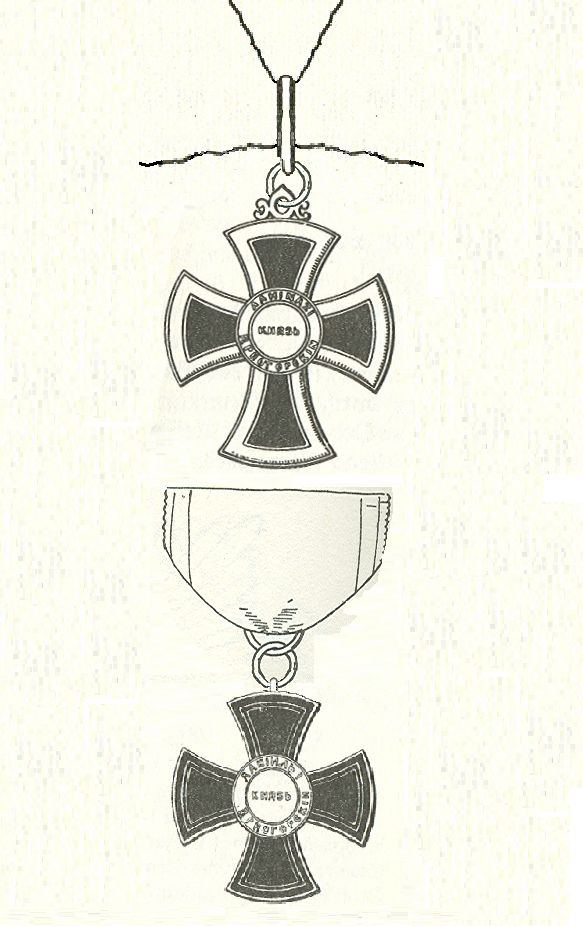
Commandeurskruis en ridderkruis IVe Klasse.

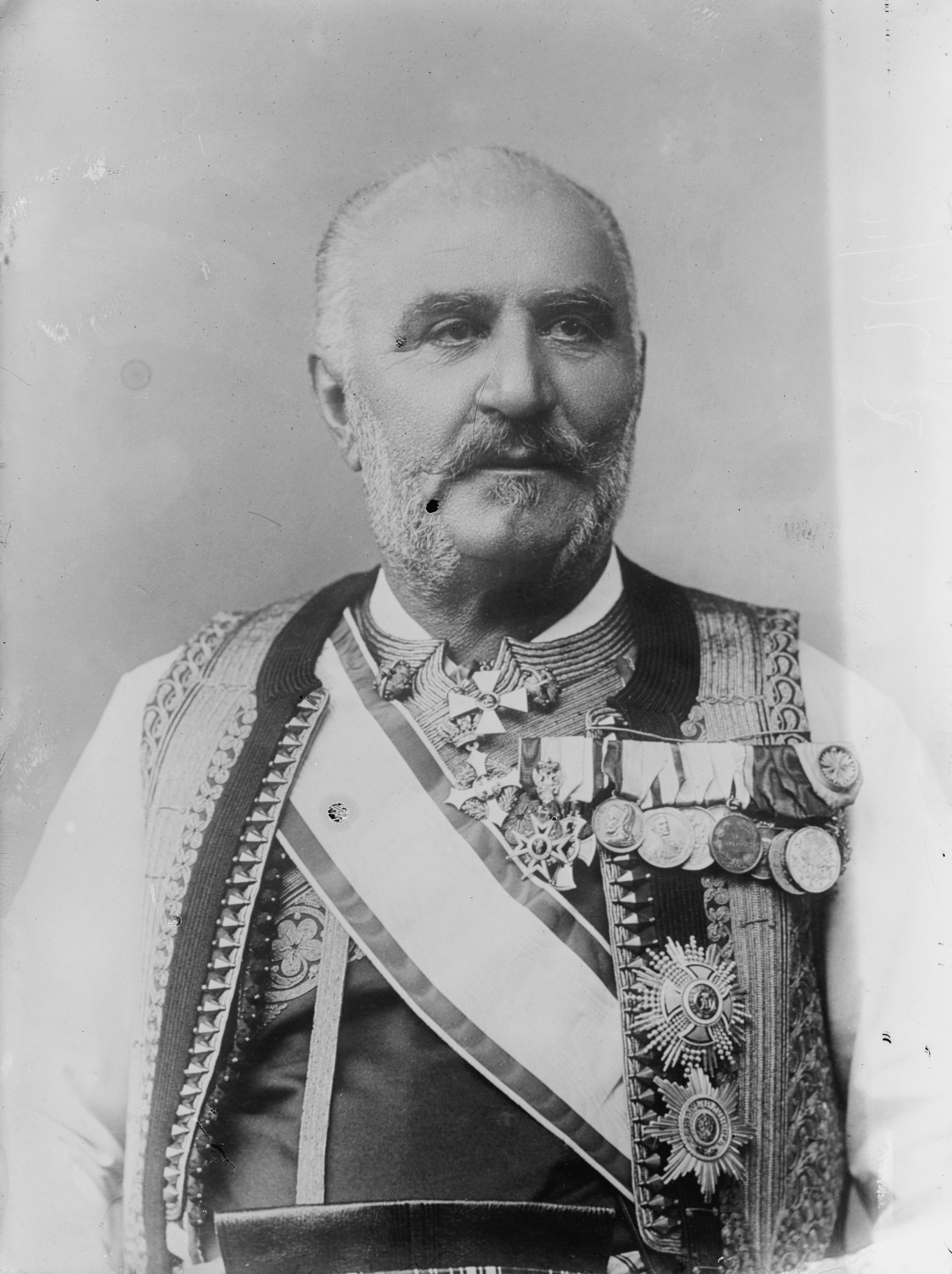
Nicolaas I met ster en grootlint

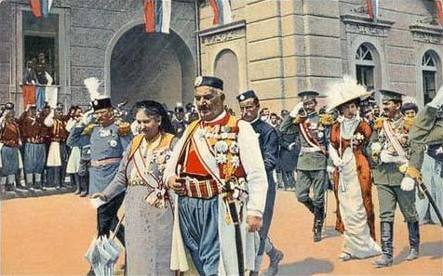
Nicolaas I en Koningin Milena met ster en grootlint

De Orde van Danilo I, ook wel "Orde van Danilo" (Montenegrijns: Орден Књаза Даніла I, Orden Knjaza Danila I) genoemd, werd op 23 april 1853 gesticht door de Montenegrijnse heerser Danilo II Petrović Njegoš (25 mei 1826 - 13 augustus 1860), ook wel Danilo I genoemd. Danilo was van 1851 tot 1852 orthodox prins-bisschop en daarna tot 1860 vorst van het Prinsdom Montenegro.

## De graden
Volgens de statuten was de vorst van Montenegro, later de koning van Montenegro, de grootmeester van deze orde.
De orde van Danilo had vanaf 1853 drie graden, grootkruis, commandeur en ridder in twee klassen.
Men verleende deze ridderorde voor verdiensten.

## De versierselen
Het kleinood van de grootkruisen was een verguld zilveren vierarmig kruis met blauw-rood-wit geëmailleerde ronde armen.
Het centrale rode medaillon draagt het gouden cyrillische monogram "DI" en op de witte ring het motto dat in het Nederlands "Voor de onafhankelijkheid van de Zwarte Bergen" luidt.
De verhoging is een vorstenkroon of bontgezoomde vorstenhoed zoals de vorsten in het Heilige Roomse Rijk van de Duitse Natie die voerden. Het lint was wit met twee rode strepen langs de rand. Het grootlint werd over de rechterschouder gedragen.
Op de keerzijde van het kleinood van de grootkruisen staat "Danilo I Vorst van Tsjechernogorsk" op de ring en de jaartallen "1852 - 1855" staan in het medaillon. Dit medaillon met deze ring is de voorzijde van de ridder- en commandeurskruisen.
De op de linkerborst gedragen zilveren ster heeft tien punten. Het kleinood, zonder de kroon, was daarop gelegd. Op de ring staat hier "Danilo I Vorst van Tsjechernogorsk". De ster van de commandeurs is van zilver en gelijk aan het kleinood. Dit kruis werd op de linkerborst gedragen.
Het langwerpige kleinood der commandeurs heeft geen kroon en is zwart in plaats van blauw. Op de ring van het medaillon staat "Danilo I Vorst van Tsjechernogorsk" en de jaartallen "1852 - 1855" staan in het medaillon. Voor- en achterzijde zijn gelijk maar op de ring van de achterzijde staat "Voor de onafhankelijkheid van de Zwarte Bergen". Men draagt het kleinood aan een lint om de hals.
Het verguld zilveren ridderkruis der eerste klasse is zwart met een smalle witte zoom. Op de ring van het medaillon staat "Danilo I Vorst van Tsjechernogorsk" en de jaartallen "1852 - 1855" staan in het medaillon. Voor- en achterzijde zijn gelijk maar op de ring van de achterzijde staat "Voor de onafhankelijkheid van de Zwarte Bergen". Men droeg het kleinood aan een lint met rozet op de linkerborst. Er mochten niet meer dan 96 van deze, met de officier in een moderne orde gelijk te stellen, ridders zijn.
Het verguld zilveren ridderkruis der tweede klasse is zwart met een smalle witte zoom. Op de ring van het medaillon staat "Danilo I Vorst van Tsjechernogorsk" en de jaartallen "1852 - 1855" staan in het medaillon. Voor- en achterzijde zijn gelijk maar op de ring van de achterzijde staat "Voor de onafhankelijkheid van de Zwarte Bergen". Men droeg het kleinood aan een lint op de linkerborst.

## Decoratiebeleid
De orde werd in de 19e eeuw ook aan Europese soevereinen verleend. Zo komt zij voor op de Lijst van ridderorden van Wilhelm II van Duitsland. Door het drukke diplomatieke verkeer van de jaren voor de Eerste Wereldoorlog, een periode waarin de Balkan een door oorlogen geteisterd en zeer onrustig gebied was, werd de orde vaak aan buitenlanders verleend. Omdat de orde van Danilo protocollair de hoogste van de vijf ridderorden was, de alleen aan die staatshoofden die als bondgenoten golden verleende Huisorde van Sint Petrus niet meegeteld, werd er een beroep op gedaan wanneer er verdragen waren gesloten, bezoeken werden afgelegd, dynastieke huwelijk werden gesloten of diplomaten om een onderscheiding vroegen. Dat laatste was in de 19e eeuw nog heel gebruikelijk.
- Zie ook: de Lijst van Ridderorden in Montenegro